# Ilhéu Branco
Ilhéu Branco è un piccolo isolotto disabitato facente parte delle Ilhas do Barlavento, il gruppo di isole che costituiscono la metà settentrionale dell'arcipelago di Capo Verde.